# اندیس بوگ
بوگ یک اندیس غیرفلزی است که در حوالی شهر میر جاوه استان سیستان و بلوچستان قرار دارد و مادهٔ معدنی موجود در آن، میکا است.  